# Angelboport
Angelboport (på tysk Angelburger Tor) var en byport i Flensborg. Porten forbandt byen med de østfor liggende landsbyer i Angel. På grund af sin beliggenhed i nærheden af Sankt Hans Kirken kaldtes porten også Hansporten / Johannisporten.
I nærheden af porten længere inde i byen på grænsen mellem Sankt Nikolaj- og Sankt Hans-kvarteret, og hvor Møllebækken krydsede Angelbogaden, befandt sig med Mølleporten endnu en mod øst rettet byport. I 1720 blev Angelboporten renoveret. I 1843 blev den revet ned.
Porten befandt sig i Angelbogade 81 tæt ved Havretorvet.